# Bellara, Chiknayakanhalli
Bellara là một làng thuộc tehsil Chiknayakanhalli, huyện Tumkur, bang Karnataka, Ấn Độ.